# Jakob Heinrich Vielmetter
Jakob Heinrich Vielmetter vulgo „alter Jacob Heinrich“, angeblich geboren zu Obernhain im Amt Wehrheim, galt als der eigentliche Anführer der Wetterauer Bande.

## Räuberfamilie
Jacob Heinrich Vielmetters Biographie zeigt deutlich, wie sehr die Räuber untereinander versippt und verschwägert waren. Er zählte unter seine nächsten Verwandten 25 Gaunerfamilien. Er sprach rotwelsch. Von ihm ist ein „Wetterauer Räuberlied“ überliefert.
Er soll aus Obernhain stammen. Sein Vater war Johannes Vielmetter, der in Oberursel geboren wurde und später in Wertheim und Kaltenborn gewohnt haben soll. Vielmetters Mutter war Anna Margretha, geb. Jungbluth und stammte von Dudenhofen. Die drei Brüder von Jakob Heinrich Vielmetter waren bei seiner Festnahme bereits gestorben. Diese und ihre Kinder verdingten sich meist als Maulwurfsfänger und Mahnenmacher.
Vielmetter war einige Jahre Soldat „bei den Kaiserl. Österreichischen“ und nachher „unter Königl. Preußischem Militär, besitzt davon eine grade militärische Haltung.“
Verheiratet war Jakob Heinrich Vielmetter mit Anne Catharine Dreher aus Dauernheim im Amt Bingenheim. Diese war ungefähr acht Jahre jünger als er. Beide hatten fünf Kinder:
- Johannes vulgo „Jacob Heinrichs Hanneschen“, † 22. Febr. 1812 im Stockhaus zu Gießen. Seine „Zuhälterin“ war Catharine Kariol, die mit ihm in Gießen einsaß. Sie soll damals 33 Jahre alt gewesen sein. Ihr Bruder Henrich Kariol stammte aus Ober-Mörlen, geb. ca. 1788, zog mit der Schwester und Johannes Vielmetter umher.[5]
- Marie Elisabeth [* um 1782], die mit dem Räuber Johann Heinrich Brandau, dem Engelröder Dick, liiert war. Sie löste sich wiederholt von ihm und nahm sich zwischenzeitlich andere Männer. Mit dem Räuber Johannes Heiland, dem „Wetterauer Hanneschen“, sei sie umhergezogen.[6] Nach anderer Darstellung sei sie mit Heiland verheiratet gewesen und habe zwei Kinder mit ihm gehabt.[7] Sie habe „an vielen Diebstählen der Wetterauer Gauner Antheil genommen.“[8]
- Catharine war die Beischläferin des Zimmermanns und Räubers Johannes Lehn aus Breungeshain und wurde 1810 in Gießen zu vier Jahren Zuchthaus verurteilt.[9] Die Strafe saß sie im Zuchthaus Marienschloss in Rockenberg ab.[10]
- Barbara war mit einem Soldaten namens Bertes verheiratet.
- Anne Marie

Außerdem hatte er noch den Sohn Johann Peter von einer anderen Frau.
Vielmetters Bruder Conrad und seine Kinder Anna Margrethe und Ludwig waren ebenfalls Mitglieder der „Wetterauer Gauner.“ Die damals 38-jährige Tochter saß 1812 in Hanau ein, während das Alter ihres Bruders mit 30 bis 35 Jahren angegeben wurde.
Die Schwester von Jakob Heinrich Vielmetter, Krugliese, war die Mutter der Partnerinnen von Johannes Borgener und Conrad Werner, zweier Straßenräuber.

## Räuberleben
Er soll im Laufe seines Lebens 60 Straftaten begangen haben.
Einer seiner Räubergesellen war Georg Philipp Lang, der Hölzerlips. Mit ihm beging er fünf Diebstähle.
- 1807 unternahmen die beiden einen Zinndiebstahl auf einem Hofe bei Frankfurt an dem auch Vielmetters Sohn Johannes beteiligt war.
- Zinndiebstahl zu Preungesheim bei Frankfurt am 31. Juli 1809.

Jacob Heinrich und Johannes Vielmetter stahlen mit Georg Philipp Lang in der Nacht vom 30. Juli auf den 1. August 1809 Zinngeschirr in Frankfurt-Preungeshain einen Wert von 40 fl.
- Den Ziegendiebstahl zu Burggräfenroth in der Wetterau unternahmen die gleichen.
- In der Nacht des 8. auf den 9. Juli 1807 stahlen die Räuber einen Esel auf einer Mühle zu Ockstadt. Neben Vater und Sohn Vielmetter nahmen noch der Hölzerlips, Conrad und Johannes Werner teil. Obwohl der Müller die Diebe noch bemerkte und auf sie schoss, entkamen diese. Der Wert des Esels soll 22 fl betragen haben
- Kurz zuvor hatten dieselben Räuber beide Ziegen des Kuhhirten zu Ilbenstadt entwendet. Allerdings fehlte der Sohn Vielmetter.[13]

Mit seinem Sohn Johannes beging Jakob Heinrich Vielmetter weitere Diebstähle zu Berkersheim und Thorfelden, aber auch vier Zinndiebstähle in Ostheim, Burg-Gräfenrode und Vilbel.
In Sellnrod lernte Jakob Heinrich Vielmetter den Johann Heinrich Brandau, den Engelröder Dick, kennen. Sellnrod war der Heimatort von Ludwig Funk, einem Mitglied der Wetterauer Bande, und dort hielten sich Vielmetter „und dessen Leute“ auf. Vielmetter „schwätzte ihm (Brandau) seine älteste, schlechte Tochter Marie-Lies“ auf.
Zwei Pferdediebstähle unternahm Jakob Heinrich Vielmetter im Vogelsberg mit dem Töpfer Ludwig Möbus von Bobenhausen im Amt Nidda und Bernhard Bauer aus Volkertshain. Mit Bauer staht der alte Vielmetter noch ein weiteres Pferd zu Ilsdorf sowie ein französisches Artilleriepferd 1789 in Weitershain. Zu den Viehdiebstählen gehört auch das Entwenden einer Ziege in Lindheim und zweier Schafe in Södel.
Weitere Diebstähle im Vogelsberg beging er mit seinem Schwiegersohn, dem „Engelröder Dick“ auf einer Ziegelhütte bei Grünberg, einen Einbruch auf der Nieder-Ohmer Mühle und zu Wettsaasen sowie mit seinem Sohn und Johann Georg Pfeiffer in Rixfeld. Die drei Räuber stahlen außerdem 1802 zwei Ziegen zu Radmühl und brachen 1806 in eine Ziegelhütte im Kahlgrund bei der Glashütte ein.
Gemeinsam mit Mitgliedern der Odenwälder Bande sollen Jakob Heinrich und Johannes Vielmetter einen Kumpanen namens Valentin Börschner ermordet haben. Mit dieser Aussage belasteten die Odenwälder Räuber ihre oberhessischen Gefährten.

## Ende
Nach einem Überfall in Berkersheim am 4./5. August 1809, an dem auch der Hölzerlips teilnahm, wurden die drei festgenommen und kamen nach Bergen in Arrest. Dort konnten der Hölzerlips und Johannes Vielmetter im Mai 1810 fliehen. Jakob Heinrich Vielmetter blieb zurück und wurde 1811 nach Gießen ausgeliefert.
Damals war er ca. 65 Jahre alt. Am 18. September 1812 wurde er zu einer lebenslangen Zuchthausstrafe verurteilt. Ihm wurden unter anderem versuchter Straßenraub, Kirchendiebstahl zu Maria Ehrenberg und viele andere Diebstähle und Einbrüche zur Last gelegt. Sein Sohn Johannes kam im Februar in Haft nach Gießen. Er soll damals 22 Jahre alt gewesen sein. Ihm wurden 41 Straftaten vorgehalten.
Über Vielmetter hieß es von einem Zeitgenossen: „Er war einer der thätigsten Mitglieder der Wetterauer Gaunerbande,“ lautet Schwenckens Urteil. Ein Autor des 20. Jahrhunderts sah ihn als eigentlichen Kopf der Wetterauer und Vogelsberger Bande an.